# Поэты благородных
Поэты благородных (валл. Beirdd yr Uchelwyr; принято также название Y Cywyddwyr, «поэты, использовавшие стихотворную форму кивид») — общее название поэтов-профессионалов, бывших клиентами валлийских дворян, примерно с XIII века до начала Нового времени. Этот период в истории валлийской литературы начинается после смерти Лливелина Последнего (1282 год), когда Уэльс полностью присоединяется к Англии, и валлийские феодалы (ранее бывшие самостоятельными князьями) переходят на положение мелких дворян. Этих поэтов часто называют Cywyddwyr, так как они часто пользовались стихотворной формой кивид, однако распространение имели и другие формы, в частности, унаследованные у поэтов князей. Сохранились произведения более 150 поэтов, главным образом в рукописях, хотя некоторые были и изданы печатным способом.
Немалая часть стихов этого периода представляют собой восхваления (canu mawl) патрона и его семьи, однако в их произведениях затрагиваются и другие темы, в частности любовь, природа, описываются жизнь бродячего поэта и поэтические состязания, существуют и сатирические стихи.
Вероятно, самый известный поэт этого времени — Давид ап Гвилим, один из крупнейших мастеров любовной лирики в средневековой Европе. Также выделяются Иоло Гох (придворный поэт Оуайна Глиндура), Шон Кент, Гитин Оуайн, Давид Нанмор (известный мастер хвалебных стихов), Льюис Глин Коти и Давид аб Эдмунд. В эпоху Тюдоров известность получили такие поэты, как Тидир Алед, Грифид Хирайтог, Уильям Ллин и Уильям Кинвал. К концу XVI века традиция стала угасать, однако окончательно профессия бродячего поэта прекратила своё существование лишь в середине XVII века.
В своём «Очерке истории валлийской литературы» (Braslun o Hanes Llenyddiaeth Gymraeg, 1931) Сондерс Льюис высказывает мнение, что этот период стал вершиной расцвета валлийской культуры.